# シュテファン・ヘル
シュテファン・ヴァルター・ヘル（Stefan Walter Hell, ドイツ語発音: [ˈʃtɛfan ˈhɛl], 1962年11月23日- ）は、ルーマニア生まれのドイツ人物理学者。ドイツ・ゲッティンゲンにあるマックス・プランク生物物理化学研究所の所長の一人である。
2014年にエリック・ベツィグ、ウィリアム・モーナーとともにノーベル化学賞を受賞した。受賞理由は「超高解像度の蛍光顕微鏡の開発」である。

## 経歴

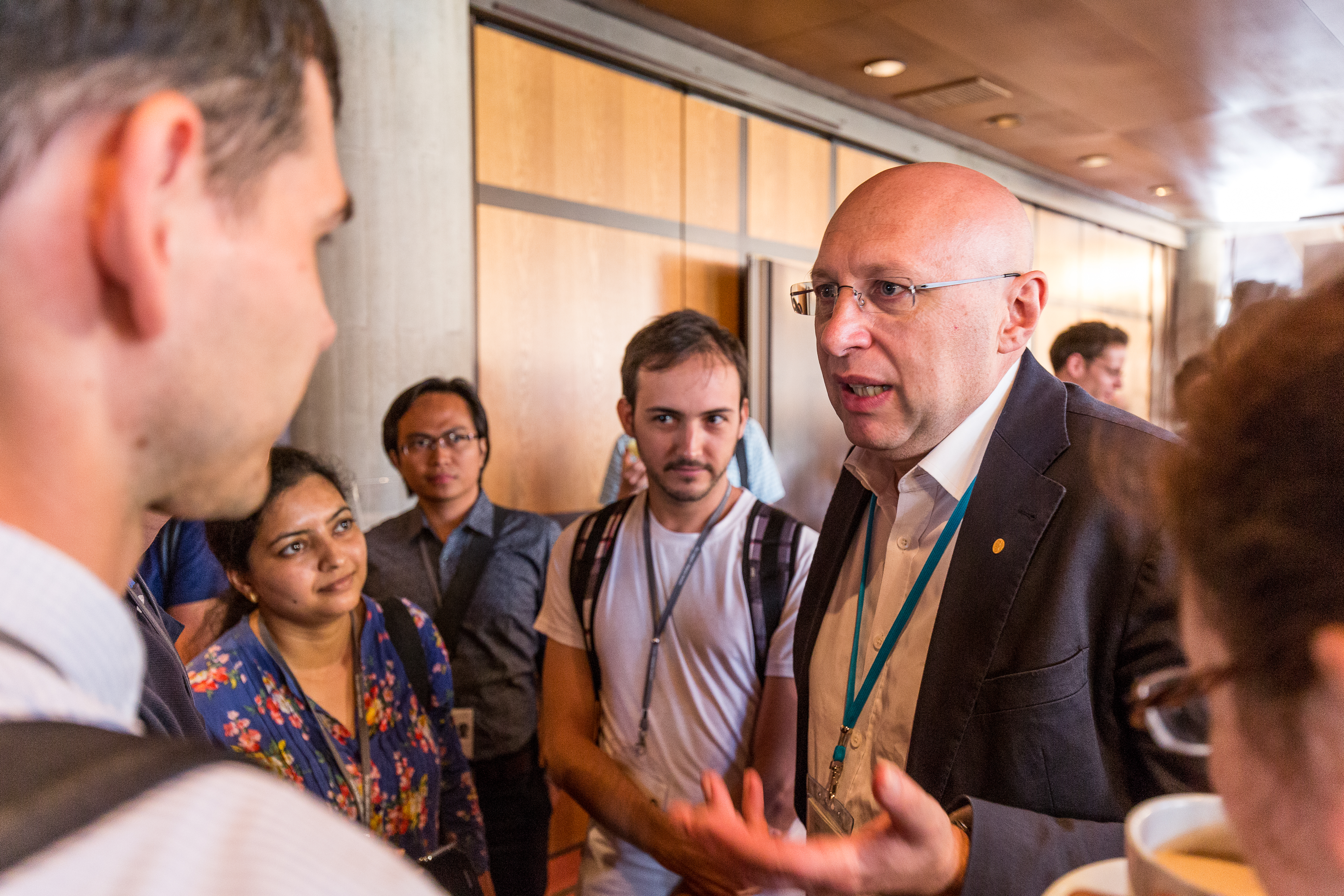
リンダウ・ノーベル賞受賞者会議に参加するヘル（2015年）.

ルーマニアのアラドでバナト・シュヴァーベン系の家庭に生まれ、シンタナ (Sântana) の近くの両親の家で育った。父はエンジニアで、母は教師であった。1969年から1977年まで小学校に通い、ティミショアラにあるニコラウス・レナウ高校に1年通った後の1978年に両親とともに西ドイツへ発った。移住後、家族はルートヴィヒスハーフェン・アム・ラインに住んだ。
ヘルは1981年にハイデルベルク大学に入学し、1990年に同大学で物理学の博士号を取得した。博士論文の指導者は固体物理学者のジークフリート・フンクリンガー (Siegfried Hunklinger)。論文の題目は「共焦点顕微鏡による透過微細構造のイメージング」であった。
その後ヘルは短期の間、個人発明者として共焦点顕微鏡の深さ（軸）方向の解像度の向上について仕事をしていた。これはその後4Pi microscopyとして知られるようになる。解像度とは、ごく近くにある似ている二つの物体を見分ける能力で、顕微鏡にとって最も重要な特性である。
1991年から1993年の間、ハイデルベルクの欧州分子生物学研究所に勤務し、そこで4-Pi顕微鏡の実証実験を行った。1993年から1996年の間に、フィンランドのトゥルク大学で医学物理部門のリーダーとして勤務し、そこでSTED顕微鏡 (Stimulated emission depletion) の原理を発明した 。1993年から1994年のうち6か月間は、イギリス・オックスフォード大学の訪問研究者でもあった。
1996年にハイデルベルク大学で物理の教授資格 (Habilitation) を得た。2002年9月15日、マックス・プランク生物物理化学研究所の所長になり、ナノバイオ化学部門を創設した。2003年からハイデルベルクにあるドイツ癌研究センター (DKFZ) の「光ナノ顕微部門」リーダーとなった。また、ハイデルベルク大学物理天文学部の教授にも就任した。

## 受賞歴
- 2007年 - ユリウス・シュプリンガー応用物理学賞
- 2008年 - ゴットフリート・ヴィルヘルム・ライプニッツ賞
- 2009年 - オットー・ハーン賞
- 2011年 - マイエンブルク賞、ケルバー欧州科学賞
- 2013年 - パウル・カラー・ゴールドメダル
- 2014年 - カヴリ賞 ナノ科学部門 （トーマス・エッベセン（英語版）、ジョン・ペンドリーと共同受賞）「光学顕微鏡とイメージングの長年信じられてきた解像度の限界を打ち破った、ナノ光学に対する変革的貢献」。
- 2014年 ノーベル化学賞 （エリック・ベツィグ、ウィリアム・モーナーと共同受賞）
- 2015年 - グレン・T・シーボーグ・メダル
- 2016年 - ヴィルヘルム・エクスナー・メダル